# Озерницкое сельское поселение
Озерни́цкое се́льское поселе́ние — муниципальное образование в составе Слободского района Кировской области.
Административный центр — посёлок Центральный.

## История
Озерницкое сельское поселение образовано 1 января 2006 года согласно Закону Кировской области от 07.12.2004 № 284-ЗО.
28 апреля 2012 года законом Кировской области № 141-ЗО в состав поселения включено Сухоборское сельское поселение.

## Население
| 2010  | 2012  | 2013  | 2014  | 2015  | 2016  | 2017  |
| ----- | ----- | ----- | ----- | ----- | ----- | ----- |
| 957   | ↘924  | ↗1323 | ↘1294 | ↘1236 | ↘1167 | ↘1124 |
| 2018  | 2019  | 2020  | 2021  |       |       |       |
| ↘1084 | ↘1043 | ↘998  | ↘917  |       |       |       |

## Состав
В состав поселения входят 21 населённый пункт (население, 2010):
| - посёлок Центральный — 755 чел.; - деревня Агеево — 0 чел.; - деревня Березник — 0 чел.; - деревня Вага — 2 чел.; - деревня Веселово — 0 чел.; - деревня Дворец — 16 чел.; - деревня Евстрашинцы — 0 чел.; | - село Казань — 11 чел.; - деревня Конец — 0 чел.; - деревня Кузьминек — 0 чел.; - посёлок Озерница — 3 чел.; - посёлок Осарт — 13 чел.; - деревня Осиновка — 1 чел.; - деревня Перекоп — 63 чел.; | - деревня Прудовица — 0 чел.; - посёлок Разъезд — 66 чел.; - посёлок Рычажное — 36 чел.; - посёлок Сухоборка — 357 чел.; - деревня Тиминцы — 4 чел.; - деревня Усолье — 0 чел.; - село Холуново — 75 чел. |